# 173
Évszázadok: 1. század – 2. század – 3. század
Évtizedek: 120-as évek – 130-as évek – 140-es évek – 150-es évek – 160-as évek – 170-es évek – 180-as évek – 190-es évek – 200-as évek – 210-es évek – 220-as évek
Évek: 168 – 169 – 170 – 171 –  172 – 173 – 174 – 175 – 176 – 177 – 178

## Események

### Római Birodalom
- Cnaeus Claudius Severust és Tiberius Claudius Pompeianust választják consulnak.
- A markomann háborúban a rómaiak megtámadják és legyőzik a békeszerződést megszegő kvádokat. A hadjárat során történik az ún. "esőcsoda". A túlerőben levő kvádok körbezárják a Legio XII Fulminata katonáit és azok a hőség és a víztartalékok kifogyása miatt már majdnem megadják magukat, amikor zivatar tör ki, felfrissíti a rómaiakat és villám csap a kvádokba. Cassius Dio egy egyiptomi mágusnak, Tertullianus a keresztény katonák imáinak tulajdonítja a csodát.
- A rajnai határon Didius Iulianus visszaveri a chattusok és hermundurusok támadását, míg a chaucusok Gallia Belgica partvidékét fosztogatják.

## Születések
- Maximinus Thrax, római császár

## Fordítás
- Ez a szócikk részben vagy egészben  a(z)   173 című német Wikipédia-szócikk ezen változatának fordításán alapul.  Az eredeti cikk szerkesztőit annak laptörténete sorolja fel. Ez a jelzés csupán a megfogalmazás eredetét és a szerzői jogokat jelzi, nem szolgál a cikkben szereplő információk forrásmegjelöléseként.